# Эмиргамзаев, Абдулгамид Гасанович
Абдулгамид Гасанович Эмиргамзаев (род. 26 мая 1965 года, село Гельхен Курахский район Дагестанская АССР) — российский спортсмен, предприниматель, государственный и политический деятель. Депутат Государственной Думы VII созыва. Член фракции «Единая Россия». Член комитета Госдумы по энергетике.

## Биография
Абдулгамид  Эмиргамзаев – старший брат бывшего спортсмена, заместителя Дербентского района Садира Эмиргамзаева. В 1988 году получил высшее образование, окончив Дагестанский государственный педагогический институт, затем прошёл обучение в аспирантуре Московского института мировой экономики и международных отношений. Профессионально занимался спортом, многократный победитель всесоюзных и международных соревнований. Мастер спорта СССР по самбо, мастер спорта СССР по дзюдо.
Позже занялся предпринимательской деятельностью, работал в Дагестане и в Москве. Издание EADaily называет Эмиргамзаева влиятельным бизнесменом в Дагестане, близким к Сулейману Керимову. С 2007 по 2016 год являлся генеральным директором и собственником 50 % компании специализирующейся на добыче сырой нефти и попутного газа — ООО «Химресурс». С 2007 по 2011 год был руководителем Дагестанского регионального отделения партии «Справедливая Россия». В декабре 2007 года выдвигался в Государственную Думу по спискам партии «Справедливая Россия», по результатам выборов в депутаты не прошёл. С 2014 года является членом партии «Единая Россия». В 2016 году до избрания в Госдуму работал в ООО «Кастор-групп» в должности вице-президента.
В сентябре 2016 года баллотировался в Госдуму от «Единой России» по одномандатному избирательному округу № 11, по итогам выборов избран депутатом Государственной Думы VII созыва набрав 223 тысячи голосов избирателей.

## Законотворческая деятельность
С 2016 по 2019 год, в течение исполнения полномочий депутата Государственной Думы VII созыва, выступил соавтором 60 законодательных инициатив и поправок к проектам федеральных законов.